# لوئیجی فراریس (بازیکن فوتبال)
لوئیجی فراریس (انگلیسی: Luigi Ferraris; ۱۸ نوامبر ۱۸۸۷ – ۲۳ اوت ۱۹۱۵) بازیکن فوتبال اهل پادشاهی ایتالیا بود.
از باشگاه‌هایی که در آن بازی کرده‌است می‌توان به باشگاه فوتبال جنوآ اشاره کرد.